# Gutniska lekar
På Gotland utövas sedan gammalt traditionella idrotter, så kallade ”lekar” (laikar) med anor långt tillbaka i tiden. Vissa av dessa idrottsliga lekar kan spåras ända bak till medeltiden men kan vara ännu äldre.
Liknande idrotter har utövats i hela Norden men har på de flesta håll dött ut. Ett exempel på detta är det så kallade ”ryggkastet”, som är en form av brottning i vilket kämparna fattar om varandras ryggar med ett undertag och ett övertag och sedan försöker kasta varandra till marken. Sådan form av brottning har förekommit i hela Norden och kallas då även för livtag eller ryggtag, eller på Island glima. I Skottland, som i hög omfattning koloniserades av norrmän under vikingatiden, förekommer liknande lekar, exempelvis ovannämnda ryggtaget men även stångstörtning.
De gutniska lekarna utövas idag under Stångaspelen på Stangmalmen i Stånga socken, i juli varje år.

## De olika lekarna
- Pärk / Perk

Pärk är ett bollspel som spelas i lag om 7 personer. Den spelas med en knytnävstor boll av garvat fårskinn vars inre är gjort av nystat ullgarn. Bollen får antingen slås med handen eller sparkas med foten, direkt eller efter en studs. Spelet utförs på en gräsmatta och spelplanen är 30 meter bred och obegränsat lång.
- Varpa / Varpo

Varpa går ut på att kasta en varpsten så nära en pinne eller sticka på ett avstånd av 10–20 meter som möjligt. Först till 12 vinner. Varpstenarna bestod ursprungligen av platta stenar men tillverkas idag oftast av metall. Ordet varpa betyder kasta på både gammal gutniska och isländska.
- Stangstörtning / Stangstýrtning

Stångstörtning går ut på att kasta en stor stång på mellan 16 och 26 kg så långt som möjligt.
- Ränn i kämp / Renn í kemp

Kapplöpning på en sträcka mellan 60 och 100 meter.
- Haugstikel

Höjdhopp.
- Ryggkast

Kämparna fattar om varandras ryggar med ett undertag och ett övertag runt armarna. Den som får den andre till marken har vunnit.
- Spark bläistre / Spark blístro

Ett korslagt rep läggs om båda kämparnas fötter. Den som lyckas fälla den andre har vunnit.
- Spark rövkrok / Spark rývkrók

Kämparna lägger sig med huvudet åt varsitt håll på rygg och fattar armkrok. Därefter gäller det att haka i den andres fot och välta runt denne.
- Herre pa stang

Kämparna sitter mitt emot varandra på en bom. Den som lyckas slå av den andre med en kudde vinner.
- Dräg hank / Dreg hank

Kämparna sitter mitt emot varandra på marken med böjda knän och fotsula mot fotsula och håller i en käpp om lott. Den som lyckas dra motståndaren över ända har vunnit.
- Täm stäut / Tem stút

Kämparna lägger ett 10 meter långt rep över nacken, över axlarna och under armarna. Utgångspositionen är liggande på knä. Den som dragit motståndaren en viss sträcka har vunnit.